# Anastas Ivanovič Mikojan

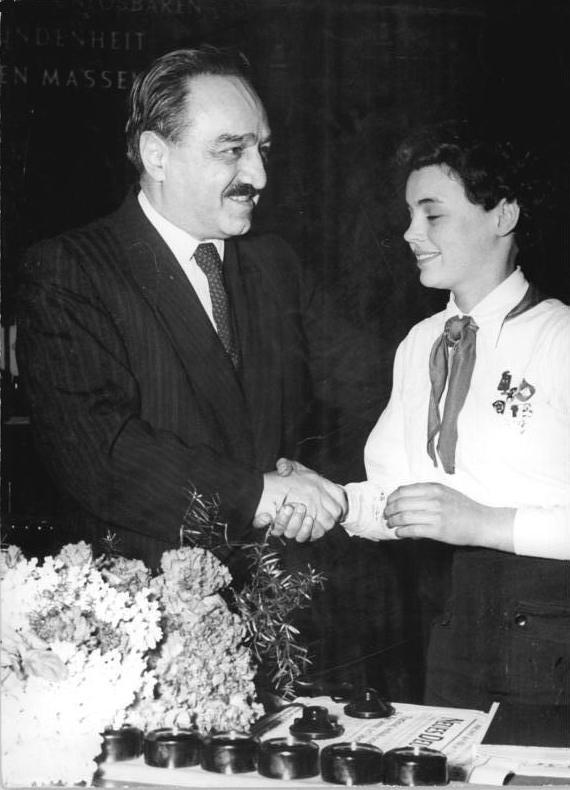
Giornata del Partito Socialista Unificato di Germania (SED) a Berlino Est, 6 aprile 1954.
Anastas Ivanovič Mikojan viene accolto da una giovane componente dell'Organizzazione dei Pionieri Ernst Thälmann.

Anastas Ivanovič Mikojan (in russo Анастас Иванович Микоян? in armeno Անաստաս Հովհաննեսի Միկոյան, Anastas Hovhannesi Mikoyan?; Sanahin, 25 novembre 1895 – Mosca, 21 ottobre 1978) è stato un politico sovietico.

## Biografia
Nacque Anastas Hovhannesi Mikojan nel villaggio di Sanahin, in Armenia; il patronimico fu russificato in Ivanovič dopo l'avvento dell'URSS. Suo padre, Hovannes, era un carpentiere mentre sua madre era una tessitrice. Suo fratello Artëm fu il cofondatore della famosa casa di progettazione MiG di aerei militari sovietici. Mikojan venne educato e ottenne il diploma presso il seminario teologico di Nerseesjan a Tbilisi, in Georgia. Egli avrebbe in seguito sottolineato che i suoi continui studi in teologia lo indussero sempre più all'ateismo, "Ho sempre avuto la chiara idea di non credere in Dio, più studiavo argomenti religiosi meno credevo in Dio". Durante gli studi ebbe qualche infarinatura di ideologia liberale e socialista.

### L'esordio in politica
All'età di vent'anni egli formò un Soviet di lavoratori a Ečmiadzin. Nel 1915, Mikojan si unì formalmente al Partito Operaio Socialdemocratico Russo (più tardi noto con il nome di partito Bolscevico) e divenne leader del movimento rivoluzionario nel Caucaso. La sua interazione con i rivoluzionari sovietici lo portò a Baku, in Azerbaigian dove divenne coeditore per la lingua armena del giornale Social-Democrat (Սոցիալ-Դեմոկրատ) e più tardi del giornale in lingua russa Izvestija Bakinskogo Soveta (Известия Бакинскогo Сoвeтa).
Combatté in qualità di commissario politico nell'Armata Rossa appena costituita, e combatté a Baku contro le forze anti-bolsceviche, dove venne ferito e si distinse per aver salvato la vita al suo futuro compagno di partito, Sergo Ordžonikidze. Nello stesso anno, venne arrestato dalle forze britanniche interventiste a Baku ma riuscì a fuggire. Dopo il suo rilascio continuò la sua attività all'interno del partito e fu uno dei fondatori del soviet di Baku nel 1919.

### La scalata nel partito

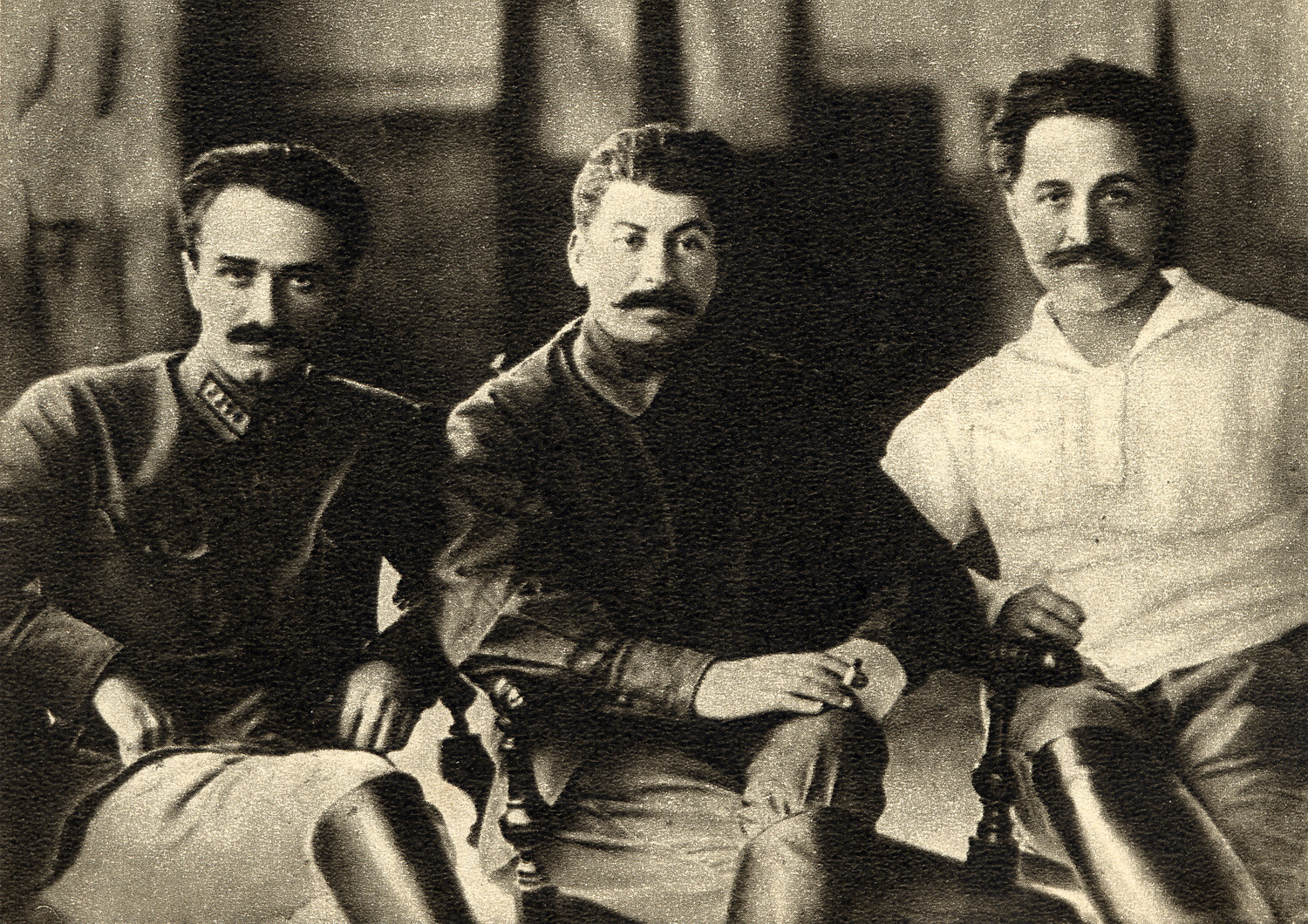
Il trio caucasico Mikojan, Stalin e Ordžonikidze fotografato nel 1925

Dopo la lotta per l'ascesa al potere che seguì la morte di Lenin venne eletto nel Comitato Centrale nel 1923. Divenne Commissario del Popolo per il Commercio Interno ed Estero nel 1926, ed entrò in contatto con la cultura industriale occidentale, dalla quale prese la produzione di beni in scatola. Nel 1935 venne eletto al Politburo, e fu uno dei primi leader sovietici a recarsi negli Stati Uniti per negoziare una cooperazione per lo sviluppo economico del suo paese. Fu responsabile dell'organizzazione per il trasporto di cibo e vettovagliamenti durante la seconda guerra mondiale. Suo figlio, pilota nell'Aeronautica, venne ucciso in combattimento da un caccia tedesco nella battaglia di Stalingrado. Nel 1942 divenne membro del Comitato per la Difesa di Stato e per i suoi sforzi nel periodo bellico, venne decorato come Eroe del Lavoro Socialista nel 1943. Nel 1946, Mikojan divenne vice presidente del Consiglio dei ministri.
Mikojan fu anche un cuoco di talento e si dice che preparasse con grande zelo regali per i membri del partito da consegnare durante l'ultimo giorno dell'anno: per Iosif Stalin stivali fatti di cioccolato, per l'ex-premier sovietico Georgij Malenkov un tavolo fatto di cioccolato, per Nikita Chruščёv una bottiglia fatta di cioccolato e per Lavrentij Berija, una pistola di cioccolato. Invitato nella cucina di Mikojan, Berjia, mentre il padrone di casa stava cucinando dello Šiš-Kebab, si rivolse a lui chiamandolo "Compagno maestro di cucina", al quale Mikojan replicò: "Si, si, mio caro Lavrentij Pavlovič, nella mia cucina non troverai un solo dannato pezzo di carne umana".
Subito prima della morte di Stalin, Mikojan e Georgij Malenkov, insieme ad altri membri del partito, avrebbero dovuto essere vittime di una nuova purga. Mikojan e altri avevano iniziato a perdere il favore del despota e, in un'occasione, furono accusati di ordire un complotto contro Stalin. Comunque, i piani di Stalin non vennero attuati a causa della morte del dittatore nel marzo 1953. Benché avesse discusso contro la punizione di Beria, il braccio destro di Stalin, più tardi Mikojan appoggiò la decisione di farlo arrestare.
Egli rimase al governo anche dopo la morte di Stalin, al posto di ministro del Commercio sotto Malenkov. Poi sostenne Chruščëv e la sua lotta per il potere per succedere a Stalin, e venne eletto Primo vice-premier dell'Unione Sovietica in riconoscimento dei suoi servigi.
Nel 1956 Mikojan fu uno degli organizzatori del discorso segreto di Chruščёv tenuto al XX Congresso del PCUS, denunciando il culto della personalità di Stalin.  Anzi, fu Mikojan a tenere il primo discorso antistalinista al Congresso del partito. Assieme a Chruščёv, riuscì a far rimuovere anche alcune delle soffocanti restrizioni sulle culture nazionali imposte al tempo di Stalin.
Fu poi inviato in Ungheria nel luglio 1956 per vigilare sulla rimozione del dittatore stalinista ungherese Mátyás Rákosi. Ritornò poi in ottobre per risolvere la crisi causata dalla rivoluzione ungherese del 1956 contro il governo comunista locale. Egli si oppose strenuamente alla decisione di Chruščёv e del Politburo di usare le truppe sovietiche, convinto che questo avrebbe sgretolato la reputazione internazionale dell'Unione Sovietica. Preferiva la minaccia di applicare intimidazioni militari e pressioni economiche sull'Ungheria. Dopo la repressione militare sovietica, che stroncò la rivoluzione, arrivò quasi a rassegnare le dimissioni.

### Politica estera
Nel 1957, si rifiutò di partecipare al tentativo di rimuovere Chruščёv guidata da Malenkov e Molotov e divenne il più stretto alleato di Chruščёv. Il motivo della sua fedeltà a Chruščёv era motivato alla promozione di quest'ultimo del processo di destalinizzazione ed alla sua convinzione che un trionfo dei cospiratori avrebbe significato il ritorno delle mortali purghe degli anni trenta. Mikojan continuò a presiedere molti uffici importanti nel campo del commercio, e compì un certo numero di visite diplomatiche negli Stati Uniti, in Giappone, ed in Messico ed ottenne nuovamente il titolo di vice-premier.
Mikojan continuò a sostenere una posizione moderata nei confronti della guerra fredda e dissentì con Chruščёv e con la sua politica del rischio calcolato nella crisi del 1961 a Berlino del Checkpoint Charlie e sulla crisi degli U-2 del 1960, che Mikojan era convinto avrebbe tenuto alti i tenori della guerra fredda per altri quindici anni. Tuttavia, durante tutto questo periodo, egli rimase comunque un importante alleato di Chruščёv nei più alti livelli della élite politica Sovietica.

### Relazioni con Cuba
Il governo Sovietico accolse con gioia il rovesciamento del presidente cubano Fulgencio Batista nel 1959 da parte di Fidel Castro e dei suoi ribelli comunisti. Chruščёv comprese l'importanza di una potenziale alleanza con una nazione dei Caraibi e inviò Mikojan in missione diplomatica sull'isola. Egli fu il primo leader sovietico a visitare ufficialmente l'isola dopo la rivoluzione, assicurandosi importanti accordi commerciali con il governo compresa l'esportazione di petrolio sovietico in cambio dello zucchero cubano.

### Il rapporto con gli Stati Uniti
L'"ammorbidimento" di Chruščёv sulla politica della "linea dura" portò allo sviluppo di nuove relazioni diplomatiche con gli Stati Uniti alla fine degli anni cinquanta. In qualità di primo ambasciatore di Chruščёv, Mikojan fece visita negli Stati Uniti diverse volte, studiando il sistema economico a base capitalista e confrontandolo con il sistema dell'Unione Sovietica.
A dispetto della ambigua linea della guerra fredda tra le due superpotenze, Mikojan venne accolto con calore dagli americani, compreso il deputato democratico del Minnesota Hubert Humphrey, che lo definì «flessibile per attitudine», mentre il governatore dello stato di New York Averell Harriman lo descrisse come «il meno rigido» dei politici sovietici. Le sue visite negli Stati Uniti inclusero anche pranzi con senatori della Commissione relazioni estere, e con il presidente degli Stati Uniti d'America Dwight D. Eisenhower.
La sua importanza e statura politica furono attestate dalla sua presenza ai funerali di John F. Kennedy nel 1963, in rappresentanza dell'Unione Sovietica, in occasione dei quali assicurò al presidente Lyndon Johnson che il suo Paese non aveva nulla a che fare con l'assassinio di Kennedy, nonostante il coinvolgimento di Lee Harvey Oswald, il quale in precedenza per un breve periodo si era trasferito in Unione Sovietica.

### Il colpo di Stato
Alcuni sostengono che nel 1964 fosse a capo del complotto che portò alla caduta di Chruščёv e all'ascesa di Leonid Brežnev al potere; Taubman mette in discussione questa tesi, e afferma che Mikojan fu l'unico membro del Praesidium a difendere Chruščёv. Mikojan, tuttavia, votò a favore della messa a riposo di Chruščёv (cosicché il voto fu unanime). Fu l'unico dei colleghi di Chruščёv a preoccuparsi di lui nel periodo del ritiro forzato, sebbene non avesse mai più occasione di parlargli.
La sua influenza rimase nel periodo Brežnev; Mikojan servì come Presidente del Praesidium del Soviet Supremo dell'Unione Sovietica dal 1964 al 1965, prima di ritirarsi. Scrisse le sue memorie nel 1970. Lui e il futuro premier Kosygin furono gli unici due ufficiali superiori del governo sovietico a lasciare il servizio volontariamente.

### Morte
Morì all'età di 82 anni per cause naturali il 21 ottobre 1978 e fu seppellito presso il cimitero di Novodevičij in Russia.

## Riferimenti nel giornalismo
Il quotidiano cubano Diario de la Marina lo definì "Señor Mikoian", mentre allo stesso tempo il Time Magazine" si riferiva a lui ripetutamente come "il venditore ambulante" dell'Unione Sovietica.

## Onorificenze
Ricevette un totale di sei onorificenze dell'Ordine di Lenin.